# Centaurium centaurioides
Centaurium centaurioides är en gentianaväxtart. Centaurium centaurioides ingår i släktet aruner, och familjen gentianaväxter.

## Underarter
Arten delas in i följande underarter:
- C. c. centaurioides
- C. c. malzacianum